# ローレルオイル
ローレルオイルは、 クスノキ科の常緑高木であるゲッケイジュ（ローレル）の果実から得られる植物油。

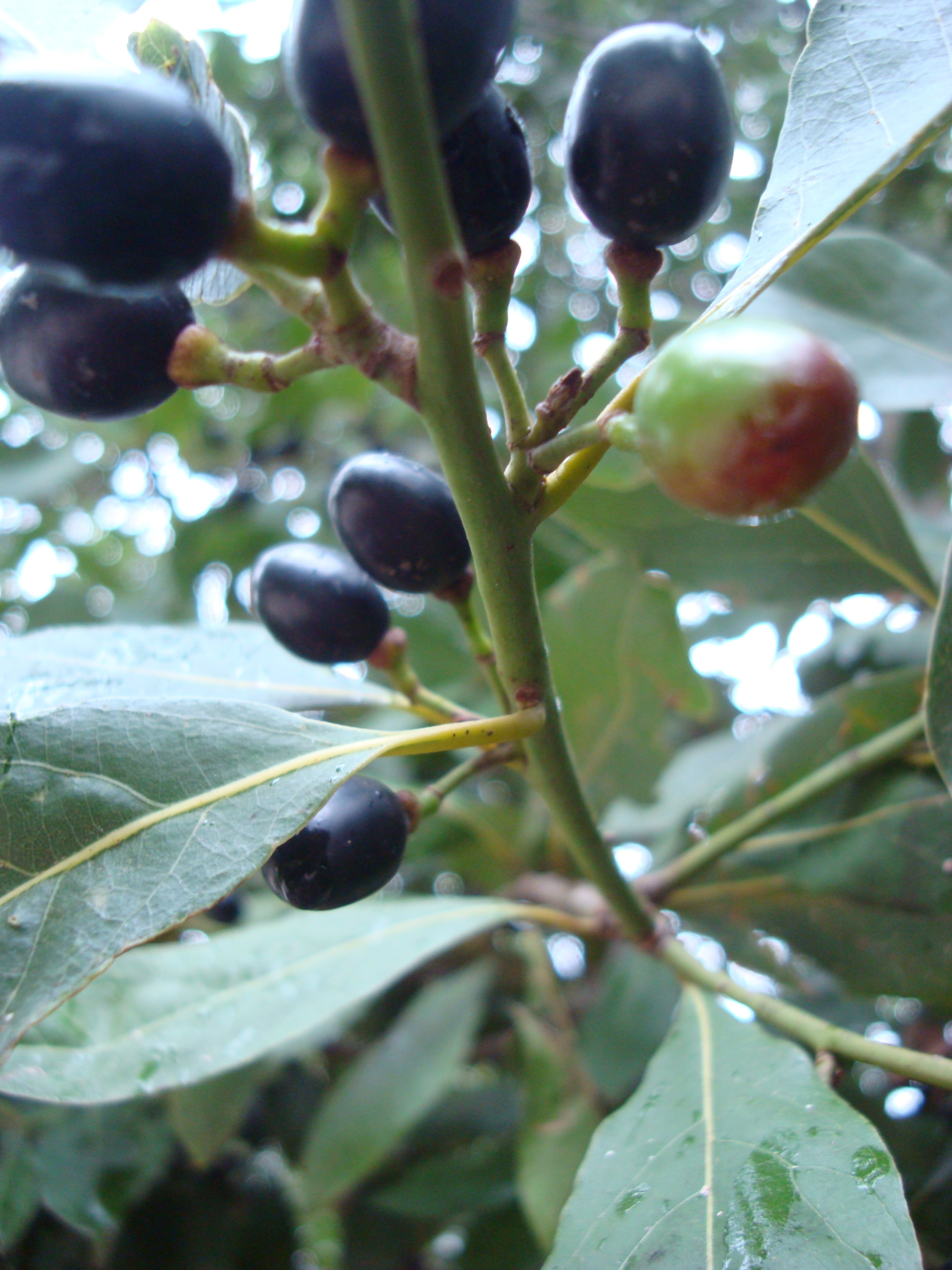
ローレル果実

## 概要
ローレルオイルは主に地中海沿岸やトルコ、シリアにて生産されている。産地では森に自生する木の実を拾ってオイルを採り、主に石けんの原料として利用。

## 成分
主成分はオレイン酸。シネオールやリナロール、ピネン、ゲラニオール、オイゲノールを含み、抗菌作用があるほか、肌のコンディンション整える効果が期待できる。

## 特性
常温では液体であり、非常になめらかで肌によくなじむ。ローレルの果実由来の芳香をもつ。生産地では、古くから薬用として使われている。

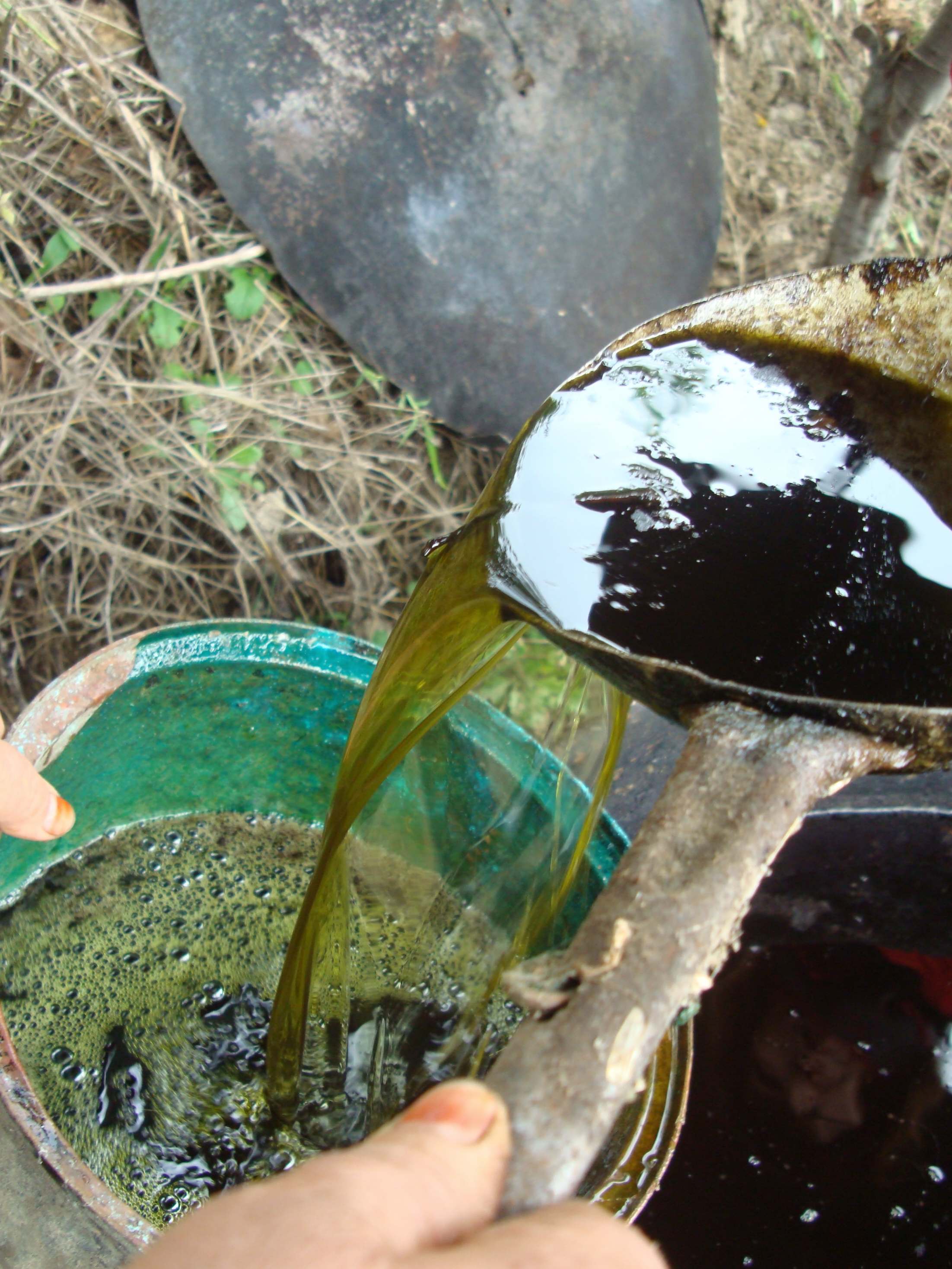
ローレルオイル

## 用途
トルコやシリアなどの原産地では、鹸化法による石けんづくりが盛んで、シリアのアレッポで生産されるアレッポ石鹸が有名。日本では、化粧品メーカーが、石鹸やシャンプー、リンス、ハンドクリームなどに配合した商品を販売している。

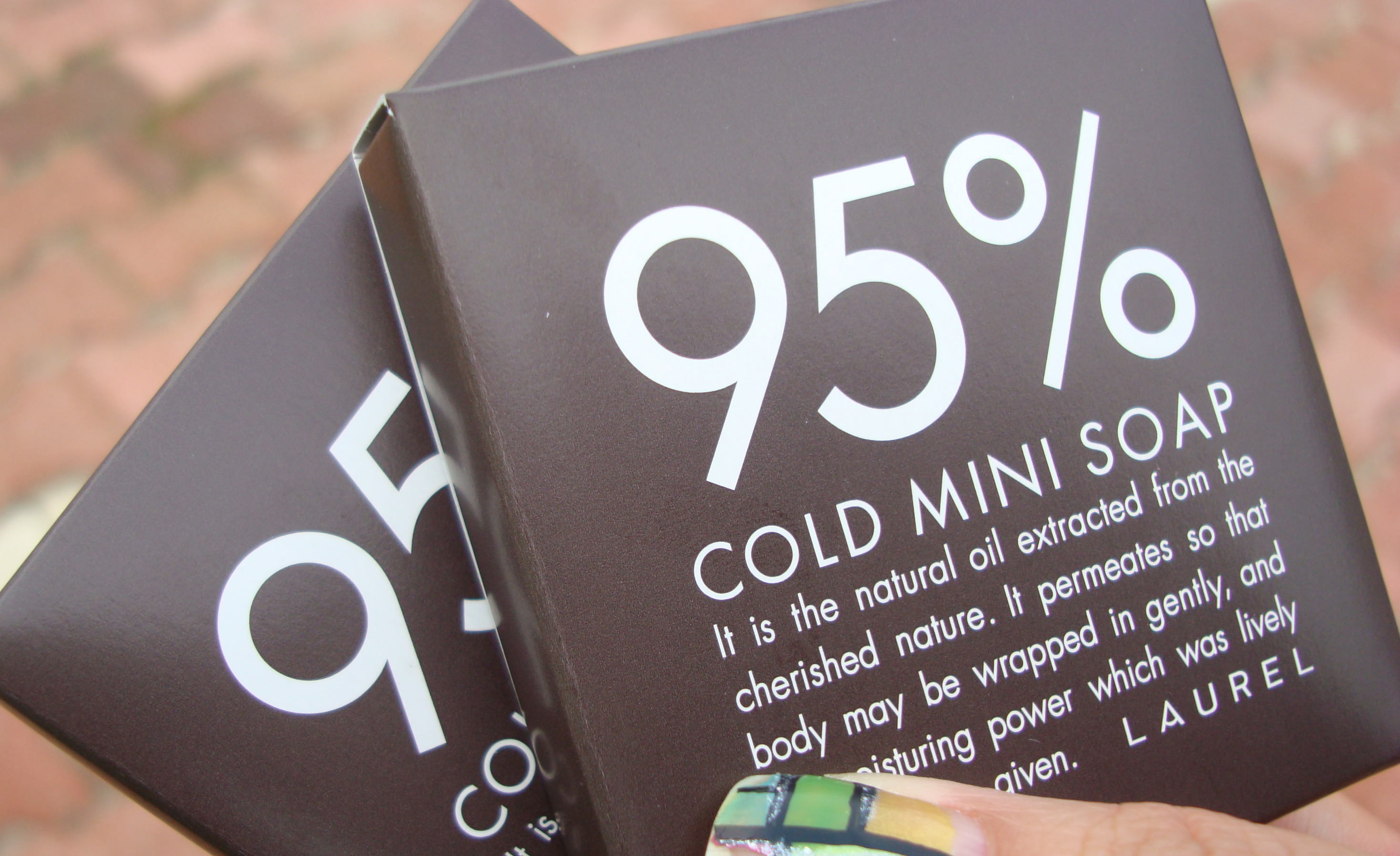
ローレルオイル石けん

## ローレルオイルの製造方法
ローレルオイルを採るゲッケイジュの木は、オリーブオイルを採取するオリーブの木のように農産物として栽培されていない。そのためオイルを採る実は、山に自生している木から落ちたものだけを拾い集める。熟した実は、大きな鍋に水と一緒に入れて火にかけ、混ぜながら浮かんでくるオイルをすくい取るシンプルな製法で作られている。毎年10-12月にかけて実が熟した時に採取するため収量は少なく、現地でも貴重なオイルとされている。

## 歴史
生産地では収量が少ないローレルオイルは高価なものとして扱われ、このオイルが少量でも用いられた石鹸は「ローレル石鹸」と呼ばれる。昔から、健康に良く、癒しの効果があると言われている。